# جاك باني
جاك باني (بالفرنسية: Jack Pani)‏ هو منافس ألعاب قوى فرنسي، ولد في 21 مايو 1946 في تروا في فرنسا.

## وصلات خارجية
- جاك باني على موقع الاتحاد الدولي لألعاب القوى (الإنجليزية)
- جاك باني على موقع الاتحاد الفرنسي لألعاب القوى (الفرنسية)
- جاك باني على موقع اللجنة الأولمبية الدولية (الإنجليزية)
- جاك باني على موقع أوليمبيديا (الإنجليزية)